# RCD Espanyol de Barcelone B
Ne pas confondre avec le FC Barcelone B, un autre club de football basé à Barcelone.
Maillots
Actualités
Le Reial Club Deportiu Espanyol de Barcelona B, littéralement Royal Club sportif espagnol B, couramment appelé RCD Espanyol B et généralement Espanyol de Barcelone B en français, est l'équipe réserve de l'Espanyol de Barcelone fondé en 1981 et basé à Barcelone en Catalogne.
Il évolue en Segunda División RFEF.

## Histoire
Le club Futbol Club Cristinenc est fondé en 1981 à Santa Cristina d'Aro, ville située dans la province de Gérone.
Le club monte rapidement les échelons et réussit à atteindre la quatrième division espagnole lors de la saison 1989-1990, soit moins de dix ans après sa création. Le FC Cristinenc devient, avec le temps, le club-école du Reial Club Deportiu Espanyol de Barcelona.
Durant l'année 1991, le club catalan est renommé Cristinenc-Espanyol, avant de prendre en 1994 son nom actuel, le RCD Espanyol B. Il devient alors officiellement l'équipe réserve de l'Espanyol.
Depuis sa montée en quatrième division, l'Espanyol B se stabilise entre cette dernière et la troisième division.
La plus belle performance de l'équipe a lieu lors de la saison 2001-2002, lorsqu'elle se classe deuxième de Segunda División B. Néanmoins, les Periquitos échouent lors des matchs de barrage et n'accèdent pas à la deuxième division.

## Palmarès
Le RCD Espanyol B remporte à trois reprises leur groupe de Tercera División, en 1995, 2009 et 2018.